# Autoritratto (Degas)
L'Autoritratto (Portrait de l'artiste) è un dipinto del pittore francese Edgar Degas, realizzato nel 1854-55 e conservato al museo d'Orsay di Parigi.

## Descrizione
La ritrattistica degassiana degli anni giovanili, raffigurante parenti e amici del pittore, ha il «sapore del vero e proprio album di famiglia» (Rocchi) e contiene quadri assolutamente pregevoli, come questo Autoritratto e il Ritratto di Hilaire De Gas. Degas porta a compimento quest'opera all'età di ventun anni, prima dunque del viaggio in Italia, restituendo uno dei più notevoli tra i suoi quindici autoritratti. Egli, infatti, prese a modello sé stesso varie altre volte, in quadri per lo più che lo dipingono come un dandy raffinato e disinvolto, perfettamente integrato e a suo agio nella società.
Questo Autoritratto, tuttavia, conserva ancora una certa aura di candore giovanile: Degas, evidentemente, non è ancora sicuro del proprio talento e anche il suo viso, apparentemente compassato, tradisce quella paura e quell'angoscia connesse alle aspirazioni di chiunque abbia appena iniziato a cimentarsi nell'arte. La posa, formale ed accademica, si riallaccia alla ritrattistica ufficiale e, in particolare, alle pitture di Jean-Auguste-Dominique Ingres, l'artista che Degas venerava in quegli anni. Il dipinto, venduto allo Stato Francese in seguito all'asta postuma della collezione del fratello René Degas, dopo vari spostamenti pervenne alla sede attuale nel 1986, con il trasferimento al museo d'Orsay, dove si trova tuttora sotto il numero d'inventario RF 2649.